# Kenan Doğulu
Kenan Doğulu (ejtsd: [kenan doulu], Isztambul, 1974. május 31. –) török popénekes, dalszerző. Ő képviselte Törökországot a 2007-es Eurovíziós Dalfesztiválon Helsinki-ben, és negyedik helyezést ért el Shake It Up Shekerim c. dalával. Felesége Beren Saat török színésznő.

## Életrajza
Kenan ötévesen kezdett el zongorázni, hat évvel később fuvolázni, majd gitáron játszani tanult. Tanulmányait az isztambuli Kültür Koleji-ben (Kulturális Kollégium) végezte, majd az amerikai New Hampshire-ben található Hesser Főiskola hallgatója lett kommunikáció szakon, tanult a Los Angeles-i Musicians Institute-ban és a Bilgi Egyetem zeneszakán.

### Pályafutása
Első albuma, a Yaparım Bilirsin 1993-ban került piacra, melyet egy 93 állomásos turné követett. Második albuma, a Sımsıkı Sıkı Sıkı 1994 decemberében látott napvilágot. Ezt 1996-ban a Kenan Doğulu 3 követte.
1997. október 29-én, a Köztársaság Napján Doğulu bemutatta a közönségnek a nemzeti érzelmű köztársasági dal, a 10. Yıl Marşı feldolgozott változatát. A dal Doğulu Kenan Doğulu 3.5 című maxi-lemezén jelent meg. 1998-ban, a Török Köztársaság alapításának 75. évfordulóján sikeres, Köztársasági Road Show elnevezésű turnéjával bejárta az ország nagyobb városait.
1999-ben, a 10. Yıl Marşı sikerét látva az énekes átdolgozta az Atatürk emlékére íródott Gençlik Marşı című dalt is. Ugyanebben az évben jelent meg Ben Senin Herşeyinim c. albuma. 2001-ben adta ki az Ex Aşkım c. albumát, melyet egy évvel később az album unplugged verziója követett, Kenan Doğulu 5.5 címmel. 2003-ban született meg a Demedi deme, 2006-ban pedig megjelent Doğulu egyik legsikeresebb albuma, a Festival, melyből 113 000 példány fogyott . (az aranylemezhez 100 000 eladott lemez szükséges) A lemez legsikeresebb dala a Çakkıdı, mely 2006 nyarának elsöprő slágere volt Törökországban. A dalt az egyik legelismertebb török dalszerző-szövegíró-énekesnő, Sezen Aksu írta.

## Diszkográfia
Stúdióalbumok
- Yaparım Bilirsin (1993)
- Sımsıkı Sıkı Sıkı (1994)
- Kenan Doğulu 3 (1996)
- Kenan Doğulu 3.5 (1997)
- Ben Senin Herşeyinim (1999)
- Ex Aşkım (2001)
- Kenan Doğulu 5.5 (2002)
- Demedi Deme (2003)
- Kenan Doğulu 6.5 (2004) eladás: 45 000+[6]
- Festival (2006) eladás: 113 000[7]
- Kenan Doğulu 7,5 (2007)
- Patron (2009)
- Aşka Türlü Şeyler (2012)
- İhtimaller (2016)
- Vay Be (2018)

## Koncertfelállás
- Kenan Doğulu (vokál)
- Tahsin Endersoy (elektromos gitár)
- Hami Barutçu (basszusgitár)
- Tarık Sezer (billentyűk)
- Ozan Doğulu (billentyűk)
- Murat Yeter (dobok)
- Aydin Karabulut (ütős hangszerek)
- Murat Yeter (háttérvokál, gitár)